# Damir Levacic
Damir Levacic (né le 15 décembre 1959 à Zadar en Croatie, ex-Yougoslavie) est un joueur d’échecs et directeur sportif français. Il est affilié à la fédération monégasque depuis 2013.
Il est maître international du jeu d’échecs depuis 1989, Professeur et Maître-Entraîneur de la Fédération française des échecs depuis 1995 et FIDE Trainer depuis 2014. Président-fondateur du club Cannes Échecs, il est décoré en 2009 de la médaille d'argent du ministère de la Jeunesse et des Sports pour l'ensemble de sa carrière de dirigeant,.
Au 1er août 2017, il est le 10e joueur monégasque avec un classement Elo de 2 230 points.

## Biographie
Damir Levacic découvre les échecs à l'âge de 15 ans. Moins de deux ans plus tard, en 1976, il remporte la deuxième place du championnat de France cadets. En 1977 et 1978, Levacic obtient deux autres titres de vice-champion dans la catégorie juniors. En 1983, alors qu'il étudie à l'Université de Nice, il devient champion de France universitaire. Il obtient le titre de maître international du jeu d’échecs en 1989, et atteint son classement Elo record de 2 403 points en 1992.
Levacic commence à promouvoir les échecs à Cannes dès 1977, en créant une section dédiée à la MJC Picaud. En 1985, il fonde le club Cannes Échecs. Le club organise entre autres une partie entre Gilles Mirallès et Boris Spassky en 1985, le Championnat du Monde des Jeunes en 1997, la Coupe du Monde FIDE de parties rapides en 2001 (remportée par Garry Kasparov), le Championnat d’Europe de Blitz en 2006, ou encore le Championnat Méditerranéen en 2007.
Levacic devient également recordman du monde du jeu d’échecs sans interruption en 1999, en jouant 82 heures et dix minutes sans dormir[réf. nécessaire], record précédemment détenu par le niçois Jacques Négro.
Levacic est aussi l'un des organisateurs du Festival international des jeux de la ville de Cannes, dont il est l'un des instigateurs. Levacic et son équipe participent également à d'autres événements de la vie de la cité, comme le Téléthon.
En 2009, Levacic reçoit la médaille d'argent du ministère de la Jeunesse et des Sports pour l'ensemble de sa carrière de dirigeant et son dévouement à la cause des échecs. Il fut membre du Presidential Board de l'Union Européenne des Échecs, Président de l’Union Méditerranéenne des Échecs et membre du Bureau de la Fédération française des échecs.
En octobre 2010, il est suspendu de ses fonctions de dirigeant salarié de Cannes Échecs pour accusation de faute avérée dans la gestion du club. La cour d'appel d'Aix-en-Provence juge le licenciement illégitime et condamne l'Association Cannes Échecs à lui verser des sommes non-perçues et autres indemnités, y compris en réparation de son préjudice moral.
Après son départ de Cannes Échecs, Levacic promeut l’institutionnalisation du jeu d'échecs à l'île de La Réunion puis dans le Pays de la Loire.

## Distinctions
- Médaille de la jeunesse, des sports et de l'engagement associatif, argent (2009)

## Titres de joueur, entraîneur et dirigeant
- 1976-78 : 3 titres de vice-champion de France Jeunes (catégories Cadets et Juniors)
- 1983 : Champion de France Universitaire
- 1985 : Président-Fondateur de l'Association Cannes Échecs (ACE)
- 1985-2009 : 1 titre de vainqueur de la Coupe de France et 9 titres de vice-champion de France par équipes avec Cannes, en tant que capitaine-joueur
- 1989 : Titre de Maître International
- 1995 : Diplôme de Maître-Entraîneur et Professeur de la FFE
- 1990 : Commentateur officiel du Championnat du Monde Anatoli Karpov-Garry Kasparov à Lyon
- 1999 : Record du monde de parties non-stop à Cannes sur les Allées de la Liberté : 82 h 10 sans dormir
- 2001 : Commentateur officiel du Championnat du monde FIDE à New Delhi
- 2013 : Président-Fondateur de l'Académie du Jeu d'Échecs La Possession (AJEP)
- 2014 : Membre honoraire et formateur du Pichette Chess Club à La Possession, île de La Réunion
- 2014 : Diplôme de FIDE Trainer
- 2016 : Président-Fondateur de Levacic Chess Academy (LCA)

## Sources
- Ressources relatives au jeu :   - Chess Tempo
  - Fédération internationale des échecs